# Bastilla vitiensis
Bastilla vitiensis là một loài bướm đêm thuộc họ Erebidae. Nó được tìm thấy ở Moluccas tới Palau, Fiji, Samoa, Tonga và Nouvelle-Calédonie, Sulawesi, Philippines, Borneo và Java.